# Agostino Abbagnale
Agostino Abbagnale (Pompei, 25 agosto 1966) è un ex canottiere italiano.
È fratello di Carmine e di Giuseppe.

## Carriera
Vinse la prima medaglia ai campionati del mondo 1985, giungendo secondo nella specialità dell'otto con.
Alle Olimpiadi del 1988, a Seoul, conquistò la medaglia d'oro sul 4 di coppia azzurro (con Gianluca Farina, Piero Poli e Davide Tizzano), pochi minuti dopo che i suoi due fratelli Carmine e Giuseppe ebbero la meglio nella gara del due con.
Fu costretto a uno stop forzato di cinque anni, dovuto ad una forma di trombosi. Saltò le Olimpiadi del 1992 e tornò a gareggiare ai mondiali nel 1995, giungendo tredicesimo in 2 di coppia. Sempre in 2 di coppia, l'anno successivo, gareggiò alle Olimpiadi di Atlanta vincendo la medaglia d'oro con Davide Tizzano.
Nel 1997 e nel 1998 vinse la medaglia d'oro ai campionati del mondo nella specialità del 4 di coppia, mentre nel 1999 giunse settimo. Ai Giochi del Mediterraneo di Bari 1997 ha vinto l'oro nel due di coppia, assieme ad Alessio Sartori. Alle Olimpiadi del 2000, nella specialità del 4 di coppia, assieme a Rossano Galtarossa, Alessio Sartori e Simone Raineri conquistò di nuovo la medaglia d'oro. Vinse ancora una medaglia d'argento ai mondiali del 2002 in 2 di coppia.
Il riacutizzarsi della trombosi ne impedì la partecipazione ai Giochi di Atene nel 2004, col successivo ritiro dall'agonismo. Nel 2006 fu insignito dalla FISA della medaglia Thomas Keller, la più importante onorificenza in tema di canottaggio.

## Palmarès
- Olimpiadi

Seul 1988: oro nel 4 di coppia.
Atlanta 1996: oro nel 2 di coppia.
Sydney 2000: oro nel 4 di coppia.
- Campionati del mondo di canottaggio

Hazewinkel 1985: argento nell'8 con.
Aiguebelette 1997: oro nel 4 di coppia.
Colonia 1998: oro nel 4 di coppia.
Siviglia 2002: argento nel 2 di coppia.
- Giochi del Mediterraneo

Bari 1997: oro nel 2 di coppia.
- Campionati italiani

1995: oro in 4 di coppia.
1995: argento in singolo.
1996: oro in 4 di coppia.
1997: argento in 8 con.
1999: oro in 4 di coppia.
2000: oro in 4 di coppia.
2001: argento in 4 di coppia.
2002: oro in 4 di coppia.

## Riconoscimenti
- Medaglia Thomas Keller nel 2006
- Nel marzo del 2012 la città di Londra, nell'ambito delle iniziative connesse ai Giochi olimpici di Londra 2012, ha dedicato all'ex atleta la stazione "Hounslow West" (Piccadilly line) della metropolitana cittadina[10][11].
- Nel maggio 2015, una targa a lui dedicata fu inserita nella Walk of Fame dello sport italiano a Roma, riservata agli ex-atleti italiani che si sono distinti in campo internazionale.[12][13]